# Souverain-Klasse
Die Souverain-Klasse war eine Klasse von zwei 74-Kanonen-Linienschiffen 2. Ranges der französischen Marine, die von Noël Pomet entworfen wurde und von 1755 bis 1799 in Dienst stand.

## Einheiten
| Name                                 | Bauwerft          | Kiellegung    | Stapellauf   | Indienststellung | Verbleib |
| ------------------------------------ | ----------------- | ------------- | ------------ | ---------------- | --- |
| Souverain Peuple Souverain (ab 1792) | Arsenal de Toulon | November 1755 | 6. Juni 1757 | November 1757    | Im August 1798 (Seeschlacht bei Abukir) durch die Royal Navy gekapert, als HMS Guerrier in Dienst, ab 1799 Hulk und 1810 abgebrochen |
| Protecteur                           | Arsenal de Toulon | Juni 1757     | 21. Mai 1760 | April 1762       | Außer Dienst 1784 und Nutzung als Hospital-Hulk in Rochefort                                                                         |

## Technische Beschreibung
Die Klasse war als Batterieschiff mit zwei durchgehenden Geschützdecks konzipiert und hatte eine Länge von 53,72 Metern (Geschützdeck), eine Breite von 14,13 Metern und einen Tiefgang von 6,98 Metern bei einer Verdrängung von 1.536/2.800 Tonnen. Sie waren Rahsegler mit drei Masten (Fockmast, Großmast und Kreuzmast). Der Rumpf schloss im Heckbereich mit einem Heckspiegel, in den Galerien integriert waren, die in die seitlich angebrachten Seitengalerien mündeten.
Die Besatzung hatte im Frieden eine Stärke von 662 Mann und im Kriegsfall 727 Mann (6 bzw. 12 Offiziere und 650 bzw. 715 Unteroffiziere bzw. Mannschaften). Die Bewaffnung der Klasse bestand aus 74 Kanonen.
|      | Unteres Batteriedeck | Oberes Batteriedeck | Backdeck      | Achterdeck     | Kanonen (Geschossgewicht) |
| ---- | -------------------- | ------------------- | ------------- | -------------- | ------------------------- |
| 1762 | 28 × 36-Pfünder      | 30 × 18-Pfünder     | 4 × 8-Pfünder | 12 × 8-Pfünder | 74 Kanonen (410,20 kg)    |

## Bemerkungen
1. ↑  Die französische Einteilung in Rangklassen wich von der britischen ab. Zum Zeitpunkt der Indienststellung der Souverain-Klasse waren französische Schiffe Zweiten Ranges Zweidecker mit 74 Kanonen.